# Lycophotia ferruginea
Lycophotia ferruginea là một loài bướm đêm trong họ Noctuidae.